# Lipovac (Čelinac, BiH)
Lipovac je naseljeno mjesto u sastavu općine Čelinac, Republika Srpska, BiH.

## Stanovništvo
| Lipovac            |              |
| godina popisa      | 1991.        |
| Srbi               | 302 (98,05%) |
| Hrvati             | 2 (0,65%)    |
| Muslimani          | 0            |
| Jugoslaveni        | 1 (0,32%)    |
| ostali i nepoznato | 3 (0,97%)    |
| ukupno             | 308          |